# 高村镇 (威海市)
高村镇，是中华人民共和国山東省威海市文登区下辖的一个乡镇级行政单位。

## 历史沿革
- 宋初，高姓建村。
- 1959年，更名为高村公社。
- 1984年3月，撤社设镇。

## 行政区划
高村镇下辖以下地区：
高村、河西村、岭上董家村、万家村、西山张家村、沙柳村、二甲村、下夼村、礼格庄村、绿杨村、莲花城村、慈口观村、西腾圈村、北腾圈村、南腾圈村、后泊村、墩后村、汤西村、汤泊阳村、汤东村、河南邢家村、中邢家村、北邢家村、虎山村、靳家村、韩家村、山前庄家村、香山村、孙家埠村、苏家泊村、鞠格庄村、脉田村、殿山院村、北产村、南产村、黄庵村、凤台顶后村、望海初家村、波浪后村、庙后王家村、靳家店子村、辛店子村、唐家咀子村、金岭村、望海曲家村和望海倪家村。

## 中国传统村落
2013年8月，万家村被评为第二批中国传统村落。